# Kari Ukkonen
Kari Ukkonen (* 19. Februar 1961 in Kuopio) ist ein ehemaliger finnischer Fußballspieler.

## Karriere
Ukkonen, der die Position des Liberos bedeckte, begann seine Karriere in seiner Heimatstadt bei Kuopion PS. Hier spielte er von 1979 bis 1982, ehe er nach Belgien zu Cercle Brügge wechselte, wo er die folgenden vier Jahre spielen sollte und 1985 zum ersten Mal den belgischen Pokal gewann. Anschließend spielte er eine Saison für SC Lokeren. 1987 verpflichtete ihn RSC Anderlecht. Hier gelangen ihm 1988 und 1989 die nächsten Pokalsiege. 1991 ging er zu Royal Antwerpen, mit denen er 1992 seinen vierten belgischen Pokalerfolg feiern konnte. 1993 wechselte er nach Frankreich zu LB Châteauroux, wo er 1996 seine Karriere beendete.
Ukkonen bestritt zudem 53 A-Länderspiele für Finnland, in denen ihm vier Treffer gelangen.

## Erfolge und Auszeichnungen
- Fußballer des Jahres in Finnland: 1983
- Belgischer Pokalsieger: 1985, 1988, 1989, 1992

| Vorgänger     | Amt                                   | Nachfolger    |
| ------------- | ------------------------------------- | ------------- |
| Olli Huttunen | Fußballer des Jahres in Finnland 1983 | Olli Huttunen |

| Personendaten    | Personendaten             |
| ---------------- | ------------------------- |
| NAME             | Ukkonen, Kari             |
| KURZBESCHREIBUNG | finnischer Fußballspieler |
| GEBURTSDATUM     | 19. Februar 1961          |
| GEBURTSORT       | Kuopio                    |